# 마이클 그린 (신학자)
에드워드 마이클 뱅케스 그린(영어: Edward Michael Bankes Green, 1930년 8월 20일 ~ 2019년 2월 6일) 또는 마이클 그린(영어: Michael Green)신부는 영국 성공회 신부이다. 복음주의 신학자, 작가,복음 전도자로 활동하였으며 50여권을 책을 저술하였다.

## 경력
옥스퍼드 대학교 엑스터 칼리지와 캠브리지 대학교 퀸즈 칼리지에서 공부하였고, 대학생때 교수의 전도로 회심하였다. 1958년 영국 성공회에서 사제서품을 받았으며, 노팅엄의 세인트 존스 칼리지와 캐나다 리젠트 칼리지에서 학장과 신학자로 활동하였다. 옥스퍼드의 세인트 알데이트 교회에서 목회했으며, 캔터베리 대주교와 요크 대주교의 전도 고문으로 활동했다. 1996년 목회에서 물러났으며, 1997년 그 이듬해 옥스퍼드 대학교위클리프 홀 선임연구원으로 활동했다. 기독교 변증을 위한 연구소(OCCA)를 설립하여 활동하였다. 저서로는「초대교회의 복음전도」(홍병룡 옮김, 복있는 사람),「마태복음서 강해」(IVP), 폴 스티븐스와 같이 쓴 「그분의 말씀 우리의 삶이 되어」(복 있는 사람),I Believe in the Holy Spirit, Who Is This Jesus? 등이 있다.